# Podziemia kredowe w Chełmie
Podziemia kredowe w Chełmie – zabytkowa kopalnia kredy stanowiąca unikatową pozostałość górnictwa kredowego w Europie. Znajdujący się w niej wielopoziomowy kompleks korytarzy i komór powstał w wyniku wielowiekowej eksploatacji kredy piszącej, której złoża znajdują się pod powierzchnią miasta.

## Historia

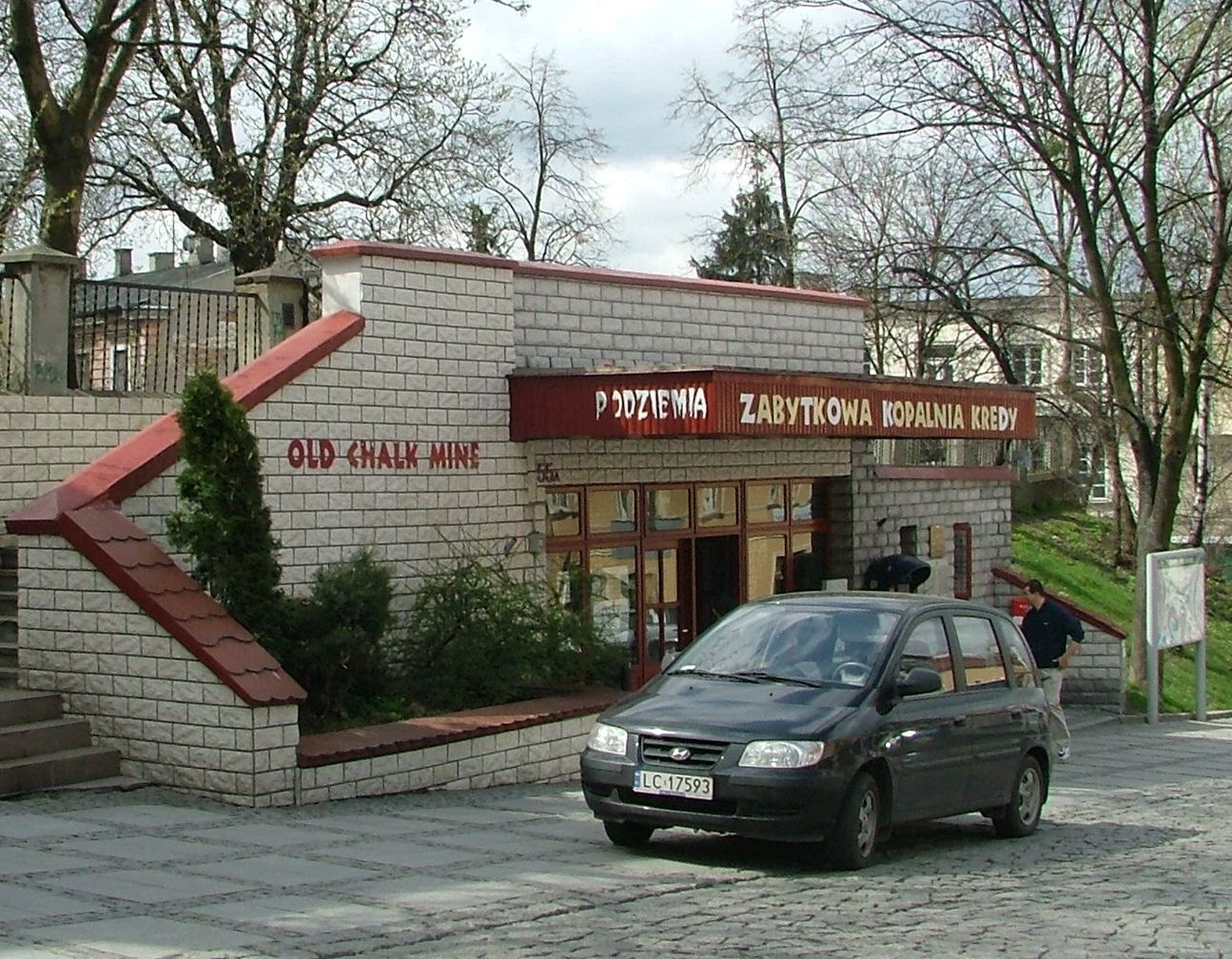
Wejście do podziemi przy ul. Lubelskiej

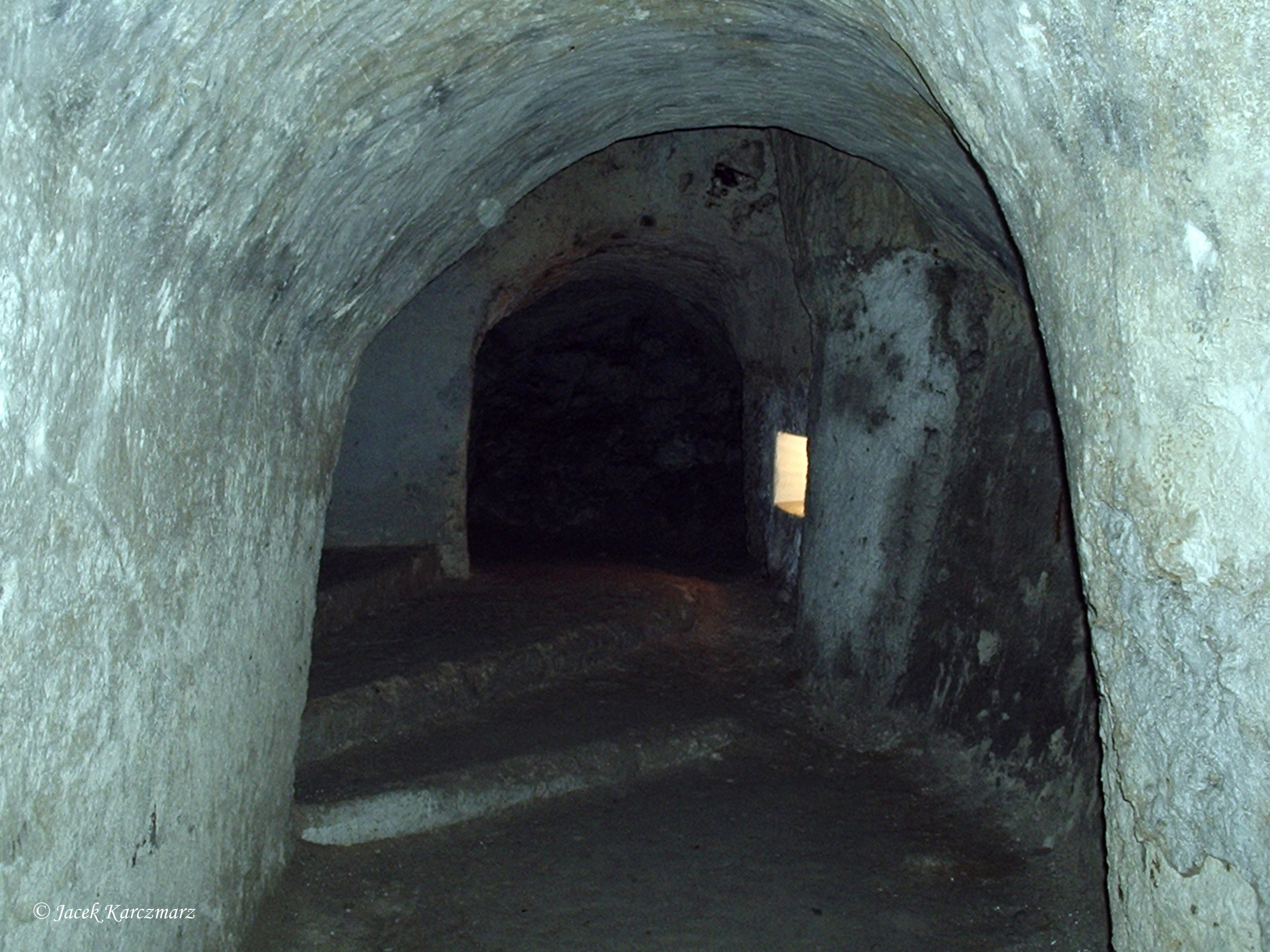
Podziemia kredowe

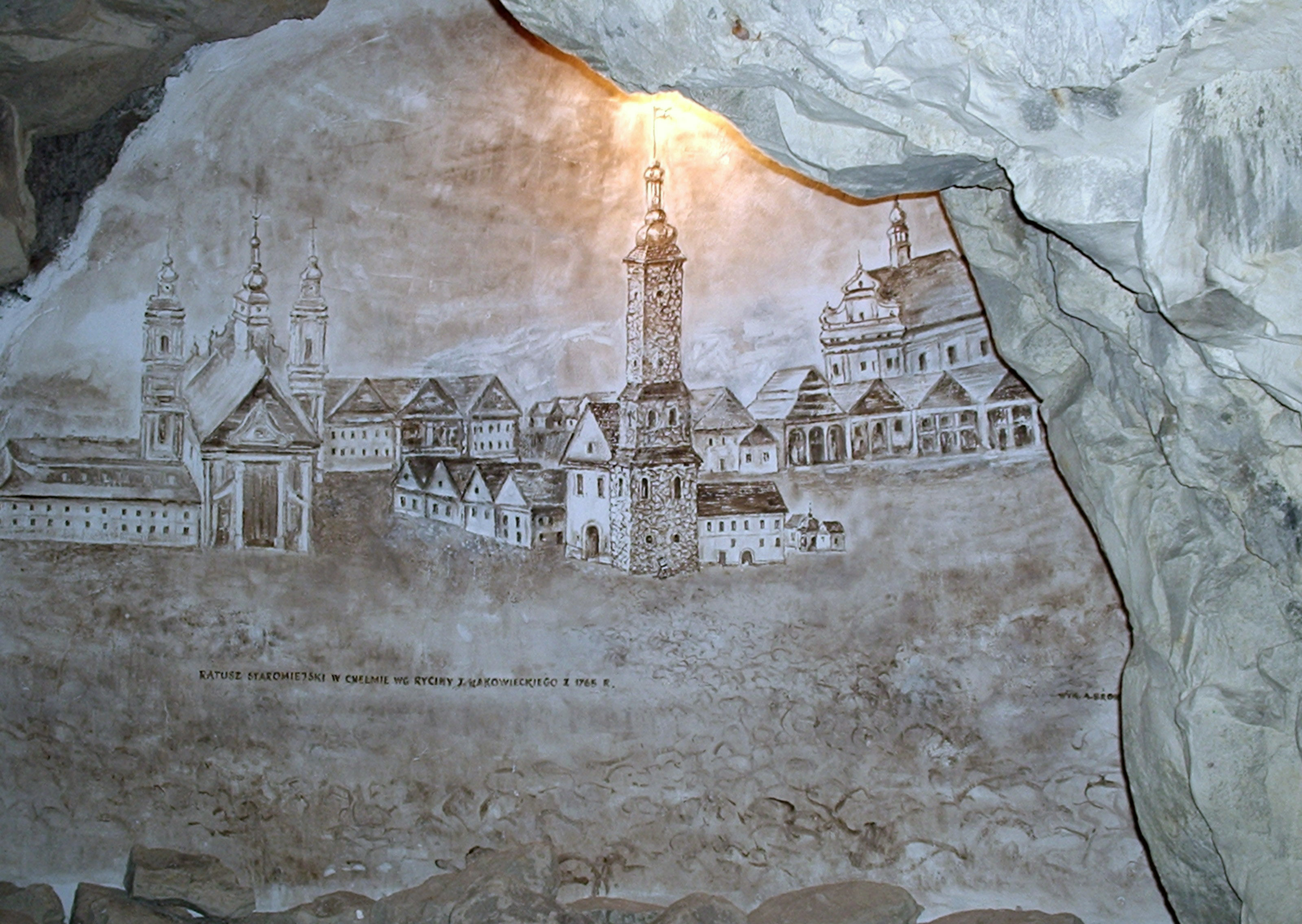
Podziemia kredowe

Kredę rozpoczęto wydobywać w XIII wieku, po odbudowie Chełma przez księcia halickiego Daniela. Najstarsze tunele zlokalizowane są w okolicy góry zamkowej. 
Mieszkańcy miasta wydobywali kredę wprost z piwnic, a następnie sprzedawali ją. Wysyłali oni transporty z surowcem często do odległych miast (np. do Krakowa dla Akademii Krakowskiej). Wykorzystywana była ona m.in. w budownictwie, ceramice i przemyśle farbiarskim.
Tunele służyły też jako schronienie podczas napadów i wojen. 
Największy rozwój działalności wydobywczej przypada na XVII i XVIII wiek. W XVII wieku na 100 domów znajdujących się w centrum miasta 80 miało wejście do podziemi. W zachowanych dokumentach grodzkich owe wejścia nazywane były szyjami murowanymi.
Po pewnym czasie pojedyncze wyrobiska zaczęły łączyć się, tworząc podziemny labirynt liczący według szacunków ok. 40 km (wychodzący poza granicę miasta, aż do Stołpia). Do dziś dokładnie nie wiadomo, gdzie się one kończą. Pierwotnie wyrobiska położone były na 4-5 poziomach, na głębokości sięgającej ponad 20 m. W wyniku załamywania się sklepień powstały duże pomieszczenia zwane teraz komorami. Kredę wydobywano bez jakiejkolwiek kontroli. Wykształciły się również niespotykane nigdzie indziej techniki pozyskiwania surowca oraz charakterystyczne tylko dla chełmskiej kopalni kredy zabezpieczenia wyrobisk.
Nieograniczone prace eksploatacyjne trwały do XIX wieku. Wydobycie kredy najpierw ograniczono, a na początku XX wieku zakazano całkowicie. Taką decyzję podjęły władze miejskie mające na względzie bezpieczeństwo mieszkańców Chełma.
W 1936 r. podczas budowy wodociągów miejskich spenetrowano część korytarzy. Do celów turystycznych przygotowano liczącą 300 m, oświetloną trasę. Jej obsługą zajęła się Federacja Polskich Związków Obrońców Ojczyzny (organizacja kombatancka). 
Po II wojnie światowej podziemia przypomniały o sobie w latach 60. XX wieku. W 1965 r. zapadła się część ulicy Lubelskiej. Podjęto wówczas prace zabezpieczające i badawcze. 
Kolejny incydent miał miejsce w latach 70. Jeden z korytarzy zawalił się pod naciskiem ciężarówki, przejeżdżającej ulicą. Wypadek stał się bodźcem do prac wykopaliskowych, dzięki którym odkryto kolejne korytarze. Podziemia wówczas zabezpieczali górnicy ze Śląska. Część korytarzy zasypano, inne wzmocniono i w latach 70. po raz kolejny udostępniono zwiedzającym. 
25 stycznia 1995 roku decyzją Wojewódzkiego Konserwatora Zabytków wielopoziomowy kompleks wybierzysk górniczych znajdujących się pod Starówką Chełmską został wpisany do rejestru zabytków województwa chełmskiego pod numerem A/183.

## Turystyka

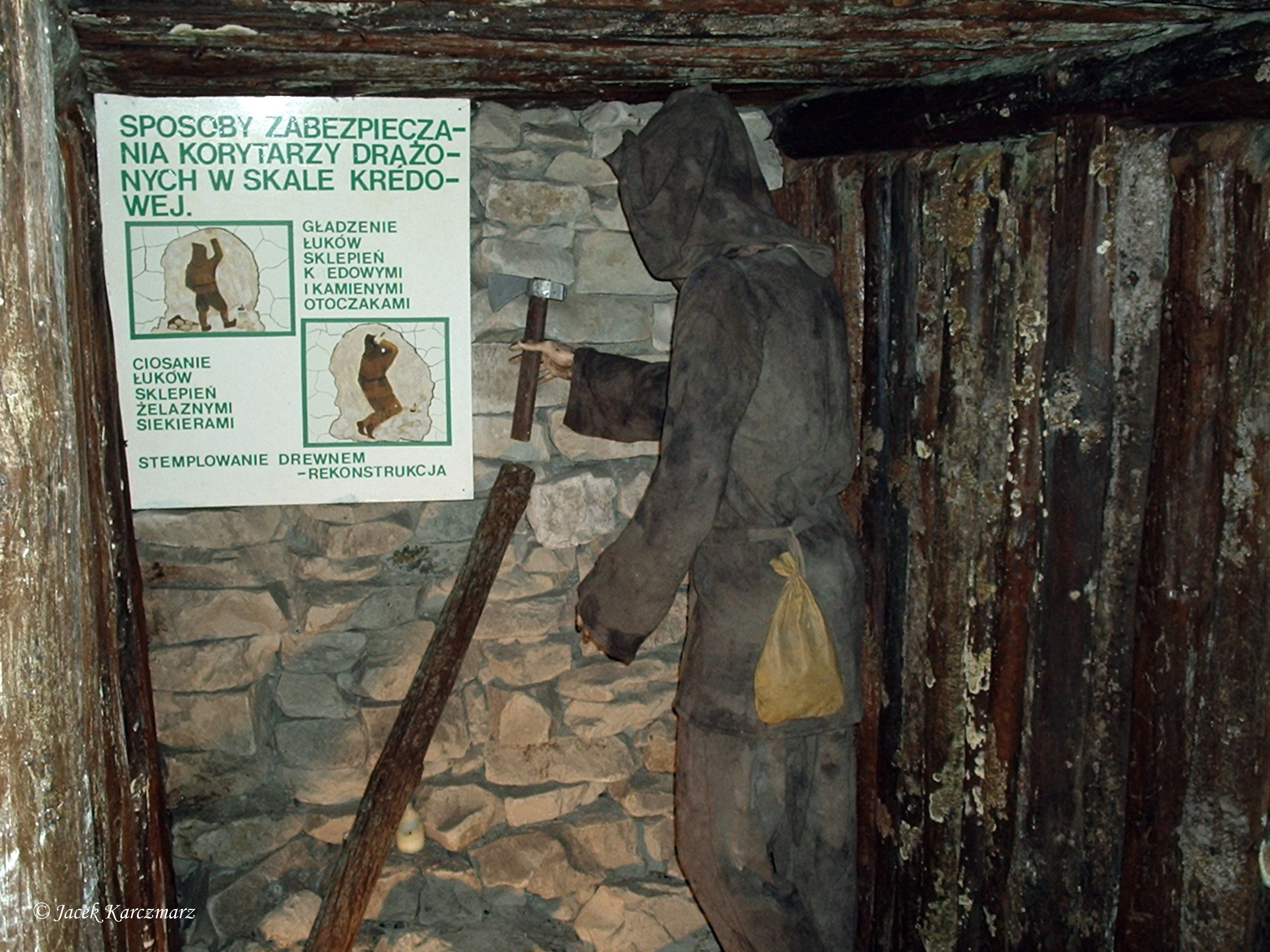
Podziemia kredowe

W podziemiach panuje stała temperatura, niezależna od pogody na zewnątrz i wynosi ona +9 °C. Natomiast wilgotność waha się pomiędzy 70-85%. 
Trasa turystyczna ma ok. 2 km długości i położona jest pod centralną częścią starego miasta. Na jej szlaku można zobaczyć ekspozycję dotyczącą archeologii, górnictwa kredy i historii miasta,  natknąć się na nietoperze oraz spotkać władcę podziemi - ducha Bielucha. Organizowane są również wystawy okresowe w pawilonie wejściowym. Istnieje możliwość zakończenia zwiedzania wyjściem poprzez pochodzącą z XVIII wieku ceglaną obudowę górniczą do restauracji.